# Gostilje Martinićko
Gostilje Martinićko este un sat din comuna Danilovgrad, Muntenegru. Conform datelor de la recensământul din 2003, localitatea are 43 de locuitori (la recensământul din 1991 erau 74 de locuitori).

## Demografie
În satul Gostilje Martinićko locuiesc 37 de persoane adulte, iar vârsta medie a populației este de 54,6 de ani (49,1 la bărbați și 58,9 la femei). În localitate sunt 17 gospodării, iar numărul mediu de membri în gospodărie este de 2,53.
|  |

| Demografie | Demografie | Demografie |
| An         | Locuitori  | Locuitori  |
| ---------- | ---------- | ---------- |
|            |            |            |
|            |            |            |
|            |            |            |
|            |            |            |
| 1948       | 328        |            |
| 1953       | 324        |            |
| 1961       | 285        |            |
| 1971       | 208        |            |
| 1981       | 109        |            |
| 1991       | 74         | 73         |
| 2003       | 43         | 43         |

| \| Componența etnică conform recensământului din 2003[2] \| Componența etnică conform recensământului din 2003[2] \| Componența etnică conform recensământului din 2003[2] \| Componența etnică conform recensământului din 2003[2] \| Componența etnică conform recensământului din 2003[2] \| \| ----------------------------------------------------- \| ----------------------------------------------------- \| ----------------------------------------------------- \| ----------------------------------------------------- \| ----------------------------------------------------- \| \| \| \| \| \| \| \| Muntenegreni \| Muntenegreni \| \| 37 \| 86,04% \| \| Sârbi \| Sârbi \| \| 4 \| 9,3% \| \| necunoscută \| necunoscută \| \| 0 \| 0% \| |              |  |    |        |
| Componența etnică conform recensământului din 2003 |              |  |    |        |
| |              |  |    |        |
| Muntenegreni | Muntenegreni |  | 37 | 86,04% |
| Sârbi | Sârbi        |  | 4  | 9,3%   |
| necunoscută | necunoscută  |  | 0  | 0%     |